# 10e division d'infanterie (Empire allemand)
Pour les articles homonymes, voir 10e division.
La 10e division d'infanterie est une unité de l'armée allemande qui participe à la guerre austro-prussienne et à la guerre franco-allemande de 1870. Elle prend part également à la Première Guerre mondiale. Lors de ce conflit, la 10e division combat exclusivement sur le front de l'Ouest, tout d'abord en Lorraine dans la région des cotes de Meuse près des Éparges. En 1916, elle est déplacée sur le front de Verdun et subit les contre-attaques françaises du mois de décembre. Au cours de l'année 1918, la division participe au printemps aux offensives allemandes dans la Somme, sur l'Aisne et en Champagne. Au cours de l'automne 1918, elle est déplacée à nouveau en Lorraine dans le saillant de Saint-Mihiel d'où elle est repoussée lors de l'attaque alliée du mois de septembre. Elle est ensuite transférée en Argonne et se replie au cours du mois de novembre 1918 derrière la Meuse. Après la signature de l'armistice, la division est transférée en Allemagne où elle est dissoute au cours de l'année 1919.

## Guerre austro-prussienne de 1866 et Guerre franco-allemande de 1870

### Composition en 1866
- 19e brigade d'infanterie : Generalmajor Otto von Tiedemann (de)

6e régiment de grenadiers, Oberstleutnant Karl von Scheffler
46e régiment d'infanterie, Oberst Rudolf Walther von Monbary (de)
- 20e brigade d'infanterie : Generalmajor Theodor Rudolf August Wittich (de)

47e régiment d'infanterie, Oberst Heinrich von Massow
52e régiment d'infanterie (pl), colonel Karl von Blumenthal
- Brigade de cavalerie combinée Generalmajor Karl Heinrich von Wnuck (de)

1er régiment d'uhlans, Oberst Eugen von Tresckow
4e régiment de dragons (pl), Major von Mayer
5e régiment d'artillerie de campagne, Oberstleutnant Elten
5e bataillon de chasseurs à pied (de), Oberst Gustav von Weller
8e régiment de dragons, Oberstleutnant Hermann von Wichmann

### Composition en 1870
- 19e brigade d'infanterie

6e régiment de grenadiers
46e régiment d'infanterie
- 20e brigade d'infanterie

37e régiment de fusiliers
50e régiment de fusiliers
- 14e régiment de dragons

### Historique
La 10e division d'infanterie est engagée dans la guerre franco-allemande de 1870. Elle combat aux batailles de Wissembourg, de Frœschwiller-Wœrth et de Sedan. Elle participe ensuite au siège de Paris.

## Première Guerre mondiale

### Composition

#### Temps de paix, début 1914
- 19e brigade d'infanterie (Posen)

6e régiment de grenadiers (Posen)
46e régiment d'infanterie (Posen) et (Września)
- 20e brigade d'infanterie (Posen)

47e régiment d'infanterie (Posen) et (Śrem)
50e régiment d'infanterie (Rawicz) et (Lissa)
- 77e brigade d'infanterie (de) (Ostrowo)

37e régiment de fusiliers (Krotoszyn)
155e régiment d'infanterie  (Ostrowo) et (Pleszew)
- 10e brigade de cavalerie (Posen)

1er régiment d'uhlans (Milicz) et (Ostrowo)
1er régiment de chasseurs à cheval du Roi (Posen)
- 10e brigade d'artillerie de campagne (Posen)

20e régiment d'artillerie de campagne (Posen)
56e régiment d'artillerie de campagne (Lissa)

#### Composition à la mobilisation
- 19e brigade d'infanterie

6e régiment de grenadiers
46e régiment d'infanterie
- 20e brigade d'infanterie

47e régiment d'infanterie
50e régiment d'infanterie
- 10e brigade d'artillerie de campagne

20e régiment d'artillerie de campagne
56e régiment d'artillerie de campagne
- 1er régiment de chasseurs à cheval du Roi
- 2e et 3e compagnies du 5e bataillon de pionniers (bataillon de pionniers de Basse Silésie)

#### 1915 - 1916
- 20e brigade d'infanterie

6e régiment de grenadiers
47e régiment d'infanterie
50e régiment d'infanterie
- 10e brigade d'artillerie de campagne

20e régiment d'artillerie de campagne
56e régiment d'artillerie de campagne
- 3 escadrons du 1er régiment de chasseurs à cheval du Roi
- 2e et 3e compagnies du 5e bataillon de pionniers (bataillon de pionniers de Basse Silésie)

#### 1917
- 20e brigade d'infanterie

6e régiment de grenadiers
47e régiment d'infanterie
398e régiment d'infanterie
- 10e commandement d'artillerie divisionnaire

56e régiment d'artillerie de campagne
- 3 escadrons du 1er régiment de chasseurs à cheval du Roi
- 2e et 3e compagnies du 5e bataillon de pionniers (bataillon de pionniers de Basse Silésie)

#### 1918
- 20e brigade d'infanterie

6e régiment de grenadiers
47e régiment d'infanterie
398e régiment d'infanterie
- 10e commandement d'artillerie divisionnaire

56e régiment d'artillerie de campagne
2e bataillon du 11e régiment d'artillerie à pied (5e, 6e et 7e batteries)
- 3 escadrons du 1er régiment de chasseurs à cheval du Roi
- 2e et 3e compagnies du 5e bataillon de pionniers (bataillon de pionniers de Basse Silésie)

### Historique
La 10e division d'infanterie forme avec la 9e division d'infanterie le Ve corps d'armée au sein de la Ve armée allemande.

#### 1914 - 1915
- 2 - 11 août : concentration de la division dans la région de Sarrelouis.
- 11 - 21 août : mouvement à partir du 18 août et entrée au Luxembourg, passage par Arlon les 20 et 21 août.
- 22 - 27 août : engagée dans la bataille de Longwy dans la région de Ethe et Virton.
- 28 août - 7 septembre : les 28 et 29 août, la division est immobilisée dans la région de Thionville car susceptible de quitter le front Ouest pour le front Est. À partir du 30 août, poursuite du mouvement vers le sud en Woëvre, la division atteint les cotes de Meuse. Le 7 septembre, attaque du fort de Troyon[2].
- 8 septembre 1914 - 5 octobre 1916 : occupation d'un secteur à l'Est de Verdun dans le secteur des cotes de Meuse entre Les Éparges et la tranchée de Calonne.

avril - juillet 1915 : participation aux combats dans la région des Éparges et de la tranchée de Calonne.
septembre - octobre 1915 : plusieurs unités de la division sont envoyées en Champagne lors de la seconde bataille de Champagne. Ces éléments réintègrent la division au cours des mois de novembre et décembre.

#### 1916
- 8 octobre - 21 décembre : retrait du front et mouvement dans la région de Verdun, occupation d'un secteur vers Louvemont-Côte-du-Poivre, Bezonvaux et Douaumont. Des pertes très importantes lors de l'attaque française du 15 décembre[2].
- 21 décembre 1916 - 24 janvier 1917 : retrait du front et mouvement vers Mars-la-Tour ; réorganisation et repos.

#### 1917
- 25 janvier - 30 avril : occupation d'un secteur dans les cotes de Meuse vers Seuzey.
- 1er mai - 20 juin : retrait du front, mouvement par étape de Mars-la-Tour en passant par Conflans, Montmédy, Sedan, Charleville, Hirson vers la région nord de l'Aisne, puis occupe un secteur au nord-ouest de Braye-en-Laonnois.

18 mai : participe à une attaque qui provoque peu de pertes.
- 20 juin - 30 juillet : retrait du front, mouvement vers Crécy-sur-Serre ; repos. À partir du 25 juillet mouvement vers Gizy ; repos.
- 31 juillet - 15 septembre : en ligne dans entre Ailles et Hurtebise.

31 août - 1er septembre : attaque française, fortes pertes à la 10e division.
- 15 septembre - 15 décembre : retrait du front et mouvement à partir du 20 septembre dans la région de Saint-Gobain et occupation d'un secteur du front.

23 - 24 octobre : plusieurs éléments de la division au repos dans la région de Crécy-sur-Serre sont engagés dans la bataille de la Malmaison pour couvrir la retraite des divisions allemandes repoussées. La grande partie de la division reste dans le secteur de Saint-Gobain.
- 15 décembre 1917 - 18 janvier 1918 : retrait du front ; repos dans la région de Saint-Quentin.

#### 1918
- 18 janvier - 20 février : relève de la 211e division d'infanterie dans la région de Ailles[3].
- 20 février - 20 mars : retrait du front et instruction à Montcornet, puis dans la région de Sains-Richaumont, Voulpaix et la Vallée-aux-Bleds. À partir du 18 mars mouvement vers le front de Saint-Quentin par Origny-Sainte-Benoite et Itancourt.
- 21 mars - 30 avril : engagée dans l'opération Michaël ; les 21 et 22 mars, la division est en seconde ligne et se déplace par Urvillers et Essigny-le-Grand.

23 - 25 mars : en première ligne, franchissement du canal Crozat à l'ouest de Jussy puis progression par Cugny puis Guiscard.
25 - 26 mars : repos.
27 - 30 mars : à nouveau engagée en première ligne, combats vers Libermont, Ognolles et Beuvraignes le 27 mars. Le 28 mars combats vers Conchy-les-Pots ; les pertes au cours de ces jours de combats sont importantes pour la division.
31 mars - 30 avril : passage en seconde ligne ; puis mise en réserve dans la région de Solente.
- 1er - 20 mai : repos et instruction dans la région de Jeantes et de Nampcelles-la-Cour.
- 20 - 26 mai : mouvement de nuit par étapes vers l'Aisne en passant par Montigny-le-Franc, Marchais, Montaigu et Mauregny-en-Haye.
- 27 mai - 8 juin : engagée dans la bataille de l'Aisne dans le secteur de Ailles puis progression vers Paissy, Œuilly, Barbonval, Blanzy-lès-Fismes et Bazoches-sur-Vesles le 27 mai ; vers Mareuil-en-Dôle le 28 mai ; au sud de Fère-en-Tardenois le 29 mai et au sud de Beuvardes et de Bouresches le 30 mai.
- 8 juin - 7 juillet : retrait du front, la division est stationnée dans la région de Sissonne.
- 7 - 14 juillet : mouvement par étapes par Eppes, Brenelle, forêt de Fère.
- 15 juillet - 1er août : la division franchit la Marne sur des pontons dans le secteur tenu par la 10e division de Landwehr (en) puis progresse vers le sud avant d'être bloquée par la 3e division d'infanterie américaine, engagée dans la bataille de la Bataille de Champagne[4].

20 - 26 juillet : retrait du front ; repos dans la région d'Arcy-Sainte-Restitue.
26 juillet - 1er août : engagée dans la région de Vierzy, puis repli sur la Vesle.
- 1er - 18 août : retrait du front puis mouvement dans la région de Athies-sous-Laon. À partir du 5 août, mouvement par Hirson, Charleville et Sedan vers Mars-la-Tour, puis stationnement dans la région de Sponville. Au cours de cette période, la division absorbe les unités de la 255e division d'infanterie (de) dissoute début août[4].
- 19 août - 20 septembre : relève de la 27e division d'infanterie dans les secteurs de Richecourt, Lahayville et Saint-Baussant[4]. À partir du 12 septembre engagée dans la bataille de Saint-Mihiel, la division est repoussée au nord de Thiaucourt vers Jaulny et Rembercourt-sur-Mad. Au cours des combats, les pertes de la division sont très élevées, le 3e bataillon 398e régiment d'infanterie est capturé.
- 20 septembre - 28 octobre : retrait du front, la division est stationnée dans la région de Metz. La dissolution de la 77e division de réserve (en) permet la reconstitution de la 10e division d'infanterie[4]. À partir du 5 octobre, occupation d'un secteur vers Nomeny.
- 28 octobre - 11 novembre : mouvement vers Metz, puis transport par V.F. en Argonne, la division occupe à partir du 3 novembre un secteur dans la région de Stenay. Repli derrière la Meuse vers le 11 novembre. Après l'armistice, la division est transférée en Allemagne où elle est dissoute au cours de l'année 1919.

## Chefs de corps
| Grade                        | Nom                               | Date                              |
| ---------------------------- | --------------------------------- | --------------------------------- |
| Generalmajor/Generalleutnant | August Hiller von Gaertringen     | 5 novembre 1816 - 11 février 1827 |
| Generalmajor/Generalleutnant | Gustav von Both (de)              | 12 février 1827 - 29 mars 1832    |
| Generalmajor/Generalleutnant | Georg Wilhelm von Hofmann (de)    | 30 mars 1832 - 29 mars 1838       |
| Generalmajor                 | August von Hedemann               | 30 mars 1838 - 29 mars 1840       |
| Generalmajor/Generalleutnant | Friedrich von Steinaecker (de)    | 30 mars 1840 - 29 mai 1850        |
| Generalmajor/Generalleutnant | Ferdinand von Winning (de)        | 14 juin 1850 - 16 février 1853    |
| Generalmajor/Generalleutnant | Heinrich von Brandt               | 17 février 1853 - 5 août 1857     |
| Generalmajor/Generalleutnant | Ferdinand von der Goltz (de)      | 6 août 1857 - 12 mai 1861         |
| Generalmajor/Generalleutnant | Otto von der Mülbe (de)           | 13 mai 1861 - 8 décembre 1863     |
| Generalmajor                 | Wilhelm Hiller von Gaertringen    | 19 décembre 1863 - 8 janvier 1864 |
| Generalleutnant              | August Karl von Goeben            | 21 novembre 1864 - 18 mai 1865    |
| Generalleutnant              | Hugo von Kirchbach                | 18 mai 1865 - 17 juillet 1870     |
| Generalleutnant              | Christoph von Schmidt             | 18 juillet 1870 - 10 octobre 1873 |
| Generalleutnant              | Karl Gustav von Sandrart          | 11 octobre 1873 - 12 janvier 1880 |
| Generalleutnant              | Gustave-Hermann d'Alvensleben     | 13 janvier 1880 - 21 mars 1886    |
| Generalmajor/Generalleutnant | Richard von Seeckt                | 22 mars 1886 - 26 janvier 1890    |
| Generalleutnant              | Theodor am Ende (de)              | 27 janvier 1890 - 17 octobre 1891 |
| Generalleutnant              | Karl Wilhelm Heinrich von Kleist  | 18 octobre 1891 - 16 juin 1893    |
| Generalleutnant              | Richard Karl von Klitzing (de)    | 17 juin 1893 - 17 août 1894       |
| Generalleutnant              | Heinrich von Igel (de)            | 18 août 1894 - 14 juin 1898       |
| Generalleutnant              | Rudolf von Haberling              | 15 juin 1898 - 14 juin 1899       |
| Generalleutnant              | Georg von Braunschweig            | 15 juin 1899 - 5 avril 1902       |
| Generalleutnant              | Leopold August Siemens            | 5 avril 1902 - 22 mai 1905        |
| Generalleutnant              | Otto von Emmich                   | 22 mai 1905 - 28 mai 1909         |
| Generalleutnant              | Max von Schack (de)               | 29 mai 1909 - 15 juin 1911        |
| Generalleutnant              | Friedrich Wilhelm Farne           | 16 juin 1911 - 3 juin 1912        |
| Generalleutnant              | Robert Kosch                      | 4 juin 1912 - 7 octobre 1914      |
| Generalleutnant              | Alfred von Larisch                | 8 octobre 1914 - 15 février 1915  |
| Generalleutnant              | Max Schwarte (de)                 | 16 février 1915 - 30 avril 1917   |
| Generalmajor                 | Otto von Diepenbroick-Grüter (de) | 1er mai 1917 - 8 janvier 1919     |